# محمد قدسی
محمد قدسی استاد دانشکده کامپیوتر دانشگاه صنعتی شریف، سرپرست مسابقه بین‌المللی برنامه‌نویسی دانش‌جویی و یکی از بنیان‌گذاران انجمن کامپیوتر ایران است. ایشان حدود دو دهه سرپرست کمیته ملی المپیاد کامپیوتر ایران و سرپرست تیم اعزامی ایران به المپیاد بین‌المللی کامپیوتر بوده است.

## سوابق تحصیلی
وی در ملایر متولد شد و دوره ابتدایی و راهنمایی را در آن‌جا گذراند سپس به تهران رفت و دوره دبیرستان را در مدرسه علوی تهران گذراند. کارشناسی خود را در سال ۱۳۵۴ از دانشکدهٔ مهندسی برق دانشگاه صنعتی شریف و کارشناسی ارشد خود را در سال ۱۳۵۶ از دانشکدهٔ برق و علوم کامپیوتر دانشگاه برکلی در کالیفرنیا اخذ کرد. در سال ۱۳۵۸ به عنوان مربی در دانشکدهٔ ریاضی و علوم کامپیوتر دانشگاه صنعتی شریف استخدام شد. در سال ۱۳۶۳ جهت ادامهٔ تحصیل به آمریکا رفت و در سال ۱۳۶۸ دکترا خود را از دانشکدهٔ علوم کامپیوتر دانشگاه ایالتی پنسیلوانیا گرفت. همان سال به ایران برگشت و به عنوان استادیار دانشکدهٔ تازه تأسیس مهندسی کامپیوتر دانشگاه صنعتی شریف کار خود را دنبال کرد و سمت‌هایی چون ریاست دانشکده، معاونت تحصیلات تکمیلی و مدیر گروه نرم‌افزار دانشکده را عهده‌دار بود . او در سال ۱۳۷۹ به سمت دانشیاری و در سال ۱۳۸۴ به مرتبه استادی در این دانشکده ارتقاء یافت و اکنون نیز در این دانشکده تدریس می‌کند.

## فعالیت‌ها
او از سال ۱۳۷۱ تا ۱۳۸۱ سرپرست کمیته ملی المپیاد کامپیوتر ایران و سرپرست تیم اعزامی ایران به المپیاد بین‌المللی کامپیوتر بوده است و هم‌اکنون عضو کمیتۀ ملی این المپیاد است. ایشان از سال ۱۳۷۸ سرپرست مسابقه بین‌المللی برنامه‌نویسی دانش‌جویی در ایران است که به مسابقه ای‌سی‌ام شهرت دارد. او یکی از بنیان‌گذاران انجمن کامپیوتر ایران بوده و از سال ۱۳۷۵ تا ۱۳۸۵ عضو هیئت مدیره، رئیس و نایب رئیس این انجمن بوده و اکنون نیز دارای سمت عضو هیئت مدیره انجمن کامپیوتر ایران یکی از برگزارکنندگان اصلی کنفرانس این انجمن است. کنفرانسی که معتبرترین کنفرانس در زمینه کامپیوتر در ایران بوده و سالانه هزاران مقاله فارسی و انگلیسی را داوری می‌کند.
به سرپرستی او نرم‌افزار حروف‌چینی فارسی‌تک به عنوان اولین نرم‌افزار متن‌باز ایران تولید و از پاییز ۱۳۷۵ به صورت رایگان در اختیار عموم قرار گرفته‌است.
او از ۲۱ مرداد ۱۳۸۷، با به راه انداختن یک وبلاگ استادان علیه تقلب و با همراهی برخی از استادان و دانشجویان داخل و خارج از کشور، تلاشی در راه مبارزه با فعالیت برخی از دانشجویان و استادان کشور، در گونه‌های مختلف کپی‌برداری از آثار دیگران و چاپ آن‌ها به نام خود، آغاز کرده‌است.
وی تا کنون چند بار توسط دانشگاه صنعتی شریف و همچنین وزارت علوم تحقیقات و فناوری به عنوان استاد برتر انتخاب شده‌است و همچنین در تیر ماه سال ۱۳۸۴ به خاطر خدمت به جامعه انفورماتیک ایران جوایزی را از محمد خاتمی رئیس‌جمهور وقت ایران دریافت کرد.
وی یکی از ۱۲۵ نفر از استادان دانشگاه صنعتی شریف بود که طی بیانیه‌ای در روز ۵ خرداد ۱۳۸۸ ، خواستار تبلور عقلانیت در مدیریت کشور و مشارکت فعال در انتخابات شدند. در این بیانیه از خارج کردن تدریجی متخصصان باتجربه از دایرهٔ تصمیم‌گیری، تکیه بر شعارهای عوام‌پسند نظیر مبارزه با مافیا و مظلوم‌نمایی با وجود در اختیار داشتن تمام ابزار قدرت، تحقیر مردم و سعی در تطمیع آنان به نام عدالت‌طلبی از خزانهٔ ملی، شکستن حرمت بزرگان و اندیشمندان و همچنین سوءاستفاده از احساسات پاک دینی و عدالت‌طلبانه مردم در جهت فعال کردن شکاف‌های فرهنگی و طبقاتی، با ایجاد تضاد و تفرقه در سطح ملی و ... انتقاد شده بود.
در ۴ اسفند ۱۳۹۳ از محمد قدسی استاد برجسته حوزه الگوریتم در هفتمین سمینار هندسه محاسباتی دانشگاه صنعتی امیرکبیر تقدیر شد.
در ۱۳ آذر ۱۳۹۵ چهارمین جایزه یک عمر دستاورد دکتر امین که هر دو سال از طرف انجمن فارغ‌التحصیلان دانشگاه صنعتی شریف (سوتا) داده می‌شود به محمد قدسی اهدا شد.